# Viborg Østre Provsti
Viborg Østre Provsti er et provsti i Viborg Stift.  Provstiet ligger i Viborg Kommune.

## Sogne
Viborg Østre Provsti består af 37 sogne med 40 kirker, fordelt på 17 pastorater.

## Pastorater
| Pastorater i Viborg Østre Provsti          | Pastorater i Viborg Østre Provsti      | Pastorater i Viborg Østre Provsti |
| ------------------------------------------ | -------------------------------------- | --------------------------------- |
| Bjerring-Mammen Pastorat                   | Bjerringbro Pastorat                   | Frederiks Pastorat                |
| Hersom-Vester Bjerregrav-Klejtrup Pastorat | Hjermind-Lee-Hjorthede-Skjern Pastorat | Højbjerg-Elsborg Pastorat         |
| Karup Pastorat                             | Rødding-Løvel-Pederstrup Pastorat      | Sahl-Gullev Pastorat              |
| Skals Pastorat                             | Tjele-Nørre Vinge Pastorat             | Ulbjerg-Lynderup-Låstrup Pastorat |
| Vammen-Lindum-Bigum Pastorat               | Vester Tostrup-Roum-Hvam Pastorat      | Vindum Pastorat                   |
| Vorning-Kvorning-Hammershøj Pastorat       | Ørum-Viskum-Vejrum Pastorat            |                                   |

## Sogne
| Sogne i Viborg Østre Provsti | Sogne i Viborg Østre Provsti | Sogne i Viborg Østre Provsti |
| ---------------------------- | ---------------------------- | ---------------------------- |
| Bigum Sogn                   | Bjerring Sogn                | Bjerringbro Sogn             |
| Frederiks Sogn               | Gullev Sogn                  | Hammershøj Sogn              |
| Hersom Sogn                  | Hjermind Sogn                | Hjorthede Sogn               |
| Hvam Sogn                    | Højbjerg-Elsborg Sogn        | Karup Sogn                   |
| Klejtrup Sogn                | Kvorning Sogn                | Lee Sogn                     |
| Lindum Sogn                  | Lynderup Sogn                | Løvel Sogn                   |
| Låstrup Sogn                 | Mammen Sogn                  | Nørre Vinge Sogn             |
| Pederstrup Sogn              | Roum Sogn                    | Rødding Sogn                 |
| Sahl Sogn                    | Skals Sogn                   | Skjern Sogn                  |
| Tjele Sogn                   | Ulbjerg Sogn                 | Vammen Sogn                  |
| Vejrum Sogn                  | Vester Bjerregrav Sogn       | Vester Tostrup Sogn          |
| Vindum Sogn                  | Viskum Sogn                  | Vorning Sogn                 |
| Ørum Sogn                    |                              |                              |